# Liste der Kulturdenkmale in Doberschau-Gaußig
In der Liste der Kulturdenkmale in Doberschau-Gaußig sind die Kulturdenkmale der sächsischen Gemeinde Doberschau-Gaußig verzeichnet, die bis September 2024 vom Landesamt für Denkmalpflege Sachsen erfasst wurden (ohne archäologische Kulturdenkmale). Die Anmerkungen sind zu beachten.
Diese Liste ist eine Teilliste der Liste der Kulturdenkmale im Landkreis Bautzen. 

## Liste der Kulturdenkmale inArnsdorf
| Bild                                    | Bezeichnung | Lage                                                                             | Datierung                                | Beschreibung | ID       |
| --------------------------------------- | --- | -------------------------------------------------------------------------------- | ---------------------------------------- | --- | -------- |
| Direkt Bild zu diesem Denkmal hochladen | Wohnstallhaus (Umgebinde) und Scheune eines Hakenhofes                                                                   | Soraer Straße 5 (Karte)                                                          | 2. Hälfte 19. Jahrhundert                | Wohnstallhaus Obergeschoss Fachwerk verbrettert, Struktur des 19. Jahrhunderts erhalten, baugeschichtlich von Bedeutung, Fenster in originaler Größe, weite Umgebinde-Bögen | 09252749 |
| Direkt Bild zu diesem Denkmal hochladen | Teichständer | Wilthener Straße, Ecke Soraer Straße (Karte)                                     | Bezeichnet mit 1824                      | Granit, verbindet zwei Dorfteiche, technikgeschichtlich von Bedeutung | 09252748 |
|                                         | Wegestein | Wilthener Straße, gegenüber dem Kriegerdenkmal (Karte)                           | Bezeichnet mit 1927                      | Verkehrsgeschichtlich von Bedeutung. Naturstein auf quadratischem Querschnitt, Schaft mit leicht abgefasten Kanten, darüber wieder quadratisches Kopfteil mit flachpyramidalem Abschluss, Kopf weiß mit schwarzer Beschriftung (bezeichnet mit Jahreszahl „1927“) gefasst, unten mit einem umlaufenden Band in Weinrot abschließend. Wegestein als Zeugnis der verkehrstechnischen Erschließung des ländlichen Raumes von verkehrsgeschichtlicher Bedeutung. | 09252742 |
|                                         | Denkmal für die Gefallenen des Ersten Weltkrieges                                                                        | Wilthener Straße, Kreuzung Soraer Straße (Karte)                                 | Bezeichnet mit 1921                      | Behauener und beschrifteter Monolith auf Sockel, gerahmt von zwei patronenartigen Gebilden, darauf Helm, ortsgeschichtlich von Bedeutung, bezeichnet mit „5.9.1921“ | 09252741 |
| Weitere Bilder                          | Rittergut und Gutspark Arnsdorf bei Bautzen (Sachgesamtheit)                                                             | Wilthener Straße 2, 4, 6, 8, 10, 12 (im Park des ehemaligen Rittergutes) (Karte) | Um 1770 (im Kern); Umbau 19. Jahrhundert | Sachgesamtheit Rittergut Arnsdorf bei Bautzen, mit folgenden Einzeldenkmalen: Herrenhaus (Nr. 6), zwei Wohn- und Wirtschaftsgebäude (Nr. 10 und 12), schmiedeeisernes Tor, Steintreppe im Park, diese mit zwei Sandsteinskulpturen, weiterhin verschiedene Sandsteinvasen, Pavillon und Mauereinfriedung mit schmiedeeisernen Toren (siehe Obj. 09252740), Park mit Allee und Teich (Gartendenkmal) sowie folgenden Sachgesamtheitsteilen: fünf ehemalige Wohn-Wirtschaftsgebäude (Nr. 2, 4, 8); baugeschichtlich, ortsgeschichtlich und landschaftsgestaltend von Bedeutung. Alle Gebäude mit historisch originaler Kubatur als Massivbauten-Bruchstein, verputzt erhalten. Wirtschaftsgebäude nach 1800 entstanden, laut Gurlitt 1840, eigentliche Entstehungszeit durch Darstellung im „Album der Rittergüter und Schlösser im Königreich Sachsen“ durch Aufzählung der Besitzer des Gutes belegt, als erster Besitzer die Herren Sommerfeld mit Jahreszahl 1489 benannt. | 09303441 |
| Direkt Bild zu diesem Denkmal hochladen | Brunnenstube | Wilthener Straße 3 (bei) (Karte)                                                 | 19. Jahrhundert                          | Kulturgeschichtlich von Bedeutung | 09252747 |
| Weitere Bilder                          | Herrenhaus (Einzeldenkmal zu ID-Nr. 09303441)                                                                            | Wilthener Straße 6 (Karte)                                                       | Um 1770                                  | Einzeldenkmal der Sachgesamtheit Rittergut Arnsdorf bei Bautzen; baugeschichtlich und ortsgeschichtlich von Bedeutung | 09252740 |
| Direkt Bild zu diesem Denkmal hochladen | Wohn- und Wirtschaftsgebäude (Einzeldenkmal zu ID-Nr. 09303441)                                                          | Wilthener Straße 10 (Karte)                                                      | Nach 1800                                | Einzeldenkmal der Sachgesamtheit Rittergut Arnsdorf bei Bautzen; baugeschichtlich und ortsgeschichtlich von Bedeutung | 09252740 |
| Direkt Bild zu diesem Denkmal hochladen | Wohn- und Wirtschaftsgebäude (Einzeldenkmal zu ID-Nr. 09303441)                                                          | Wilthener Straße 12 (Karte)                                                      | Nach 1800                                | Einzeldenkmal der Sachgesamtheit Rittergut Arnsdorf bei Bautzen; baugeschichtlich und ortsgeschichtlich von Bedeutung | 09252740 |
| Direkt Bild zu diesem Denkmal hochladen | Schmiedeeisernes Tor (Einzeldenkmal zu ID-Nr. 09303441)                                                                  | Wilthener Straße 6, 10, 12 (Karte)                                               |                                          | Einzeldenkmal der Sachgesamtheit Rittergut Arnsdorf bei Bautzen; baugeschichtlich und ortsgeschichtlich von Bedeutung | 09252740 |
| Direkt Bild zu diesem Denkmal hochladen | Steintreppe im Park, diese mit zwei Sandsteinskulpturen (Einzeldenkmal zu ID-Nr. 09303441)                               | Wilthener Straße 6, 10, 12 (Karte)                                               | 1770                                     | Einzeldenkmal der Sachgesamtheit Rittergut Arnsdorf bei Bautzen; baugeschichtlich und ortsgeschichtlich von Bedeutung. Steintreppe mit ursprünglich vier Figuren, davon zwei noch heute erhalten, Darstellung der Jahreszeiten, von den fehlenden Figuren nur die Sockel erhalten. | 09252740 |
|                                         | Verschiedene Sandsteinvasen, Pavillon und Mauereinfriedung mit schmiedeeisernen Toren (Einzeldenkmal zu ID-Nr. 09303441) | Wilthener Straße 6, 10, 12 (Karte)                                               |                                          | Einzeldenkmal der Sachgesamtheit Rittergut Arnsdorf bei Bautzen; baugeschichtlich und ortsgeschichtlich von Bedeutung | 09252740 |
|                                         | Wohnstallhaus und Scheune sowie mehrere Granitpfosten der Einfriedung                                                    | Wilthener Straße 18 (Karte)                                                      | 2. Hälfte 18. Jahrhundert                | Wohnstallhaus Obergeschoss Fachwerk verbrettert, Scheune mit drei segmentbogigen Toren, weitgehend authentisch erhaltener Hof in ortsbildprägender Lage, baugeschichtlich von Bedeutung, Wohnstallhaus mit steilem, zur Traufe hin ausschweifendem Dach, alte Sprossenfenster und Winterfenster im Erdgeschoss | 09252743 |
|                                         | Wohnhaus | Wilthener Straße 20 (Karte)                                                      | 1. Hälfte 19. Jahrhundert                | Obergeschoss Fachwerk verbrettert, baugeschichtlich von Bedeutung, Satteldach, Erdgeschoss Bruchstein, verputzt und Giebel mit Kunstsschieferverkleidung | 09303437 |
| Direkt Bild zu diesem Denkmal hochladen | Wohnhaus (Umgebinde) und winklige Scheune eines Bauernhofes                                                              | Wilthener Straße 22 (Karte)                                                      | 1. Hälfte 19. Jahrhundert                | Wohnhaus Obergeschoss Fachwerk verbrettert, eine Seite verschiefert, Scheune Bruchsteinbau, baugeschichtlich und wirtschaftsgeschichtlich von Bedeutung, Scheune massiver Baukörper, Bruchstein und im hinteren Teil mit Ziegelmauerwerk aufgestockt, Fenster in ursprünglicher Größe | 09252744 |
| Direkt Bild zu diesem Denkmal hochladen | Wohnstallhaus (Umgebinde) über winkligem Grundriss ohne hinteren Anbau                                                   | Wilthener Straße 26 (Karte)                                                      | 1857                                     | Obergeschoss Fachwerk verbrettert, kunstvoll profilierte Umgebinde-Stützen, baugeschichtlich von Bedeutung, Fenster weitgehend in originaler Größe | 09252745 |
| Direkt Bild zu diesem Denkmal hochladen | Teichständer | Wilthener Straße 26 (vor) (Karte)                                                | Bezeichnet mit 1853 (am südlichen Teich) | Granit, technikgeschichtlich von Bedeutung | 09252766 |
| Direkt Bild zu diesem Denkmal hochladen | Wohnstallhaus (Umgebinde) mit Oberlaube und Seitengebäude mit Oberlaube                                                  | Wilthener Straße 30 (Karte)                                                      | Bezeichnet mit 1775                      | Obergeschoss Fachwerk, Giebel verbrettert, Umgebinde-Stützen mit Kopfbändern, Seitengebäude mit Futterkammer (Fachwerk) über Eck, baugeschichtlich von Bedeutung, Blockstubenwände entfernt, Decke noch erhalten | 09252746 |
| Direkt Bild zu diesem Denkmal hochladen | Brunnenstube | Wilthener Straße 30 (bei) (Karte)                                                | 19. Jahrhundert                          | Kulturgeschichtlich von Bedeutung | 09252764 |

## Liste der Kulturdenkmale inCossern
| Bild                                    | Bezeichnung                                | Lage                       | Datierung                 | Beschreibung | ID       |
| --------------------------------------- | ------------------------------------------ | -------------------------- | ------------------------- | --- | -------- |
| Direkt Bild zu diesem Denkmal hochladen | Durchlass (Steindecker)                    | Talstraße 17 (bei) (Karte) | 19. Jahrhundert           | Bestehend aus sieben längsrechteckigen Granitsteinen, steinsichtig in originaler Einbaulage erhalten, verkehrsgeschichtlicher Wert | 09304412 |
| Direkt Bild zu diesem Denkmal hochladen | Wohnstallhaus                              | Talstraße 19 (Karte)       | Um 1800                   | Obergeschoss Fachwerk verbrettert und verputzt, weitgehend ursprünglich erhalten, baugeschichtlich von Bedeutung, zweigeschossiger Baukörper mit Satteldach | 09252727 |
| Direkt Bild zu diesem Denkmal hochladen | Wohnstallhaus und Scheune eines Hakenhofes | Talstraße 21 (Karte)       | 1. Hälfte 19. Jahrhundert | Weitgehend unveränderte Bruchsteinbauten mit Krüppelwalmdächern, baugeschichtlich und wirtschaftsgeschichtlich von Bedeutung. - Wohnhaus: massiv (Bruchstein), zweigeschossig, Krüppelwalmdach, Korbbogenportal - Scheune: massiv (Bruchstein), Krüppelwalmdach, rundbogige Tore | 09252726 |
|                                         | Wohnstallhaus                              | Talstraße 24 (Karte)       | Um 1800                   | Obergeschoss Fachwerk verschiefert, baugeschichtlich und straßenbildprägend von Bedeutung, zweigeschossig, verputzter Feldsteinbau, Obergeschoss verschiefert an der Traufseite, Giebel massiv, Frackdach, Fenster verändert, Gebäude insgesamt stark geschädigt                 | 09252725 |
| Direkt Bild zu diesem Denkmal hochladen | Wohnhaus (Umgebinde) und Holzscheune       | Talstraße 30 (Karte)       | Um 1800                   | Wohnhaus Obergeschoss Fachwerk, einziges erhaltenes Umgebindehaus im Ort, baugeschichtlich von Bedeutung, Wohnhaus zweigeschossiger Baukörper mit Satteldach, Umgebinde massiv, verändert                                                                                        | 09252724 |

## Liste der Kulturdenkmale inDoberschau
| Bild                                    | Bezeichnung | Lage                               | Datierung                                                         | Beschreibung | ID       |
| --------------------------------------- | --- | ---------------------------------- | ----------------------------------------------------------------- | --- | -------- |
| Direkt Bild zu diesem Denkmal hochladen | Gruftgebäude mit vier Grabsteinen der ehemaligen Gutsbesitzer von Trosky sowie Kriegerdenkmal für die Gefallenen des 1. Weltkrieges                                      | (auf dem Friedhof) (Karte)         | Ab 1930 (Friedhofsbestandteil und Grabmal); 1926 (Kriegerdenkmal) | Geschichtlicher, insbesondere ortsgeschichtlicher Wert. Vier Grabsteine der ehemaligen Gutsbesitzer von Trosky (von links nach rechts im Gruftgebäude aufgestellt): - Friedrich Richard von Trosky (gestorben1860) - Emilie Charlotte von Trosky (gestorben1882) - Clotilde von Trosky (gestorben1885) - Hermann von Trosky, Generalmajor (gestorben1906) | 09251463 |
| Weitere Bilder                          | Wohnhaus, freistehend | Alter Dorfplatz 9 (Karte)          | Bezeichnet mit 1898 im Schlussstein                               | Mit hohem Authentizitätsgrad, daher von baugeschichtlichem Wert | 09306579 |
| Weitere Bilder                          | Rittergut und Gutspark Doberschau: Fragmente der Einfriedungsmauer des früheren Gutsparkes (Einzeldenkmale) sowie Rest des Gutsparkes mit Altbaumbestand (Gartendenkmal) | Fabrikstraße 11 (Karte)            | 19. Jahrhundert                                                   | Landschaftsgestaltend und ortsgeschichtlich von Bedeutung. Nachfolgebauten über Wasserburg, Nummer 11 und 15 baulich verändert, Herrenhaus und Nebengebäude abgerissen, stattdessen Neubauten (keine Denkmale), auch Sachgesamtheitsbezug nicht mehr gegeben.                                                                                             | 09251458 |
| Weitere Bilder                          | Mühlengebäude | Fabrikstraße 16 (Karte)            | 2. Hälfte 19. Jahrhundert                                         | Bestehend aus zwei Gebäudeteilen, ohne hinteren nordwestlichen Gewerbeanbau, weitgehend authentisch erhaltenes Erscheinungsbild, originale Haustür, baugeschichtlich von Bedeutung, ohne gewerblichen Anbau | 09252951 |
| Weitere Bilder                          | Wohnstallhaus und zwei Seitengebäude eines Dreiseithofes | Friedrich-Engels-Straße 10 (Karte) | 2. Hälfte 19. Jahrhundert                                         | Wohnstallhaus massiv mit Gurtgesims, Eckpilaster, Fensterbekrönungen und zwei Granittreppen, zwei alte Haustüren, einzige Anlage dieser Struktur im Ort, baugeschichtlich und wirtschaftsgeschichtlich von Bedeutung, Winterfenster, alle Fenster original erhalten, vor der Haustür Brunnensteine                                                        | 09252950 |
| Weitere Bilder                          | Schule | Schulstraße 6 (Karte)              | Bezeichnet mit 1905                                               | Putzbau mit übergiebeltem flachen Mittelrisalit und Ecktürmchen, baugeschichtlich und ortsgeschichtlich von Bedeutung, zweigeschossig, massiv, Ecktürmchen mit Wetterfahne, Gurtgesimse, Kolossalordnung, Sgraffito neueren Datums auf einer Schmalseite                                                                                                  | 09251464 |

## Liste der Kulturdenkmale in Drauschkowitz
| Bild                                    | Bezeichnung                                            | Lage                          | Datierung       | Beschreibung | ID       |
| --------------------------------------- | ------------------------------------------------------ | ----------------------------- | --------------- | --- | -------- |
| Direkt Bild zu diesem Denkmal hochladen | Wirtschaftsgebäude des Rittergutes                     | Zur Wasserburg 9 (Karte)      | 19. Jahrhundert | Bau- und ortsgeschichtlich von Bedeutung. Natursteinmauerwerk mit Granit-Eckquaderung, Granitgewände, zwei originale Türen, originale Kubatur und Proportionen, Drempelgeschoss mit liegenden Fenstern im Stallteil, Lüftungsöffnungen (heute zugesetzt), eventuell ehemalige Schmiede (linke Tür gerahmt von jeweils einem großen stehenden Fenster mit Metallsprossung). | 09303436 |
| Direkt Bild zu diesem Denkmal hochladen | Herrenhaus des Rittergutes                             | Zur Wasserburg 11 (Karte)     | Um 1700         | Bau- und ortsgeschichtlich von Bedeutung. Rechteckiger Grundriss, zweigeschossig, Walmdach, Kubatur und innere Struktur erhalten, zum Teil originale Fenster (Kreuzstock), ehemaliger Saal mit abgehängter Decke, im nördlichen Teil ehemaliger Küchentrakt mit Gewölbe im Erdgeschoss (auf dem Bühl der ehemaligen Wasserburg errichtet).                                 | 09303436 |
| Direkt Bild zu diesem Denkmal hochladen | Scheune des Rittergutes                                | Zur Wasserburg 17, 21 (Karte) | 18. Jahrhundert | Bau- und ortsgeschichtlich von Bedeutung. Natursteinmauerwerk, Krüppelwalmdach, Eckquaderung Granit, Kubatur erhalten, Dachgaupen eventuell 1950er Jahre. | 09303436 |
| Direkt Bild zu diesem Denkmal hochladen | Einfriedungsmauer des Rittergutes mit zwei Torpfeilern | Zur Wasserburg (Karte)        | 18. Jahrhundert | Bau- und ortsgeschichtlich von Bedeutung | 09303436 |

## Liste der Kulturdenkmale in Dretschen
| Bild                                    | Bezeichnung                                                             | Lage                                                 | Datierung                      | Beschreibung | ID       |
| --------------------------------------- | ----------------------------------------------------------------------- | ---------------------------------------------------- | ------------------------------ | --- | -------- |
| Direkt Bild zu diesem Denkmal hochladen | Wohnstallhaus (Umgebinde) und rechtwinklige Scheune eines Zweiseithofes | Alte Schulstraße 1 (Karte)                           | Bezeichnet mit 1805            | Wohnstallhaus Obergeschoss Fachwerk verbrettert, baugeschichtlich und wirtschaftsgeschichtlich von Bedeutung. - Wohnstallhaus: Obergeschoss und Giebel Fachwerk verbrettert, weitgehend original erhalten, eine Giebelseite mit Fenstereinbruch, Fenstergrößen ansonsten ursprünglich erhalten - Scheune (über Eck): Feldstein, Granitgewände bezeichnet vermutlich mit „1799“, Tonnengewölbe, jetzige Scheune war ursprünglich Wohnhaus            | 09252732 |
| Direkt Bild zu diesem Denkmal hochladen | Scheune                                                                 | Alte Schulstraße 2 (Karte)                           | 2. Hälfte 19. Jahrhundert      | Verputztes Bruchsteingebäude mit Drempel und Satteldach mit Fledermausgaupen, baugeschichtlich von Bedeutung, massiver Baukörper, verputzt, mit zwei segmentbogigen Toren, Drempel mit liegenden Fenstern und zwei Fledermausgaupen | 09303449 |
| Direkt Bild zu diesem Denkmal hochladen | Wohnstallhaus und Scheune                                               | Alte Schulstraße 4 (Karte)                           | Bezeichnet mit 1859            | Obergeschoss Fachwerk, teils verbrettert, Scheune mit segmentbogiger Durchfahrt, hoher Authentizitätsgrad, baugeschichtlich und wirtschaftsgeschichtlich von Bedeutung. - Wohnstallhaus: Erdgeschoss Feldsteinmauerwerk, Granitgewände - Scheune: parallel zum Wohnstallhaus, verputzter Massivbau, Krüppelwalmdach, Rundbogenfenster in den Giebeln                                                                                                | 09252739 |
| Direkt Bild zu diesem Denkmal hochladen | Wegestein                                                               | Arnsdorfer Straße, Ortseinfahrt von Arnsdorf (Karte) | 19. Jahrhundert                | Verkehrsgeschichtlich von Bedeutung, Natursteinstele mit langem Kopfstück und flachpyramidalem Abschluss, darunter Schaft mit leicht abgefasten Kanten. Wegestein als Zeugnis der verkehrstechnischen Erschließung des ländlichen Raumes von verkehrsgeschichtlicher Bedeutung. | 09303447 |
| Direkt Bild zu diesem Denkmal hochladen | Wohnstallhaus und Scheune                                               | Arnsdorfer Straße 9 (Karte)                          | Türsturz bezeichnet mit 1859   | Wohnstallhaus Obergeschoss Fachwerk verschiefert, mit Granittürstock, Scheune verbretterte Holzkonstruktion, baugeschichtlich von Bedeutung, bedeutend für Ortsbild und Umgebung. - Wohnstallhaus: Erdgeschoss massiv, Wohnteil mit Tonnengewölbe unterkellert, Obergeschoss Fachwerk verschalt - Scheune: holzverbrettert | 09251475 |
| Direkt Bild zu diesem Denkmal hochladen | Schule                                                                  | Arnsdorfer Straße 15 (Karte)                         | Portal bezeichnet mit 1913     | Schlichter Putzbau mit Freitreppe und romanisierendem Portal, Walmdach, baugeschichtlich und ortsgeschichtlich von Bedeutung, zweigeschossiger massiver Baukörper mit Walmdach, Schule war Geschenk der Gebrüder Friese aus Kirschau | 09252730 |
| Weitere Bilder                          | Denkmal für die Gefallenen des Ersten Weltkrieges                       | Michael-Rostock-Straße (Karte)                       | Nach 1918                      | Steinkubus in einem kleinen Ehrenhain, mit Malteserkreuz-Bekrönung, an den Seiten Schwert mit Lorbeerlaub, ortsgeschichtlich von Bedeutung | 09252738 |
| Weitere Bilder                          | Wohnstallhaus (Umgebinde)                                               | Michael-Rostock-Straße 10 (Karte)                    | Türsturz bezeichnet mit 1810   | Obergeschoss Fachwerk verbrettert, Granit-Haustür mit Schlussstein, baugeschichtlich von Bedeutung, Frackdach, weitgehend zerstört | 09252731 |
| Weitere Bilder                          | Portal und Granitpfeiler                                                | Michael-Rostock-Straße 15, 17 (Karte)                | Vorwiegend 1920er Jahre        | Mehrere plastisch bearbeitete Granitpfeiler, vorwiegend floral-ornamental gestaltet, Portal: „Gehet ein in Frieden“ (1928) mit Insignien R.L. (Robert Lehmann), zumeist gängige lateinische Inschriften, handwerklich-künstlerisch und ortsgeschichtlich von Bedeutung. Robert Lehmann lernte das Steinmetzhandwerk in Demitz-Thumitz, fertigte u. a. in Holland (Zuidersee) Skulpturen „Johanna von Orléans“ und „Wachparade Augusts des Starken“. | 09252737 |
| Direkt Bild zu diesem Denkmal hochladen | Ehemalige Pfarrschule                                                   | Michael-Rostock-Straße 25 (Karte)                    | Haustür bezeichnet mit 1881    | Zweigeschossiger massiver Baukörper mit Putzgliederung mit Kreuz über dem Eingang, Wirkungsstätte des Botanikers und Dorfschullehrers Michael Rostock, baugeschichtlich und ortsgeschichtlich von Bedeutung, Wirkungsstätte des Naturforschers | 09252735 |
| Direkt Bild zu diesem Denkmal hochladen | Wohnstallhaus                                                           | Michael-Rostock-Straße 27 (Karte)                    | Türbogen bezeichnet mit 1808   | Obergeschoss Fachwerk verbrettert, zwei Korbbogen-Granittüren, eines der wenigen erhaltenen baulichen Zeugnisse des Ortes vor dem Brand 1857, baugeschichtlich von Bedeutung, Biberschwanzdeckung | 09252734 |
| Direkt Bild zu diesem Denkmal hochladen | Wohnstallhaus (Umgebinde) und Scheunenanbau im rechten Winkel           | Michael-Rostock-Straße 29 (Karte)                    | Um 1850, Kern vermutlich älter | Wohnstallhaus Obergeschoss Fachwerk verkleidet, Scheunenanbau mit segmentbogigem Holztor und Ladeluke im Obergeschoss, eines der wenigen ursprünglich erhaltenen Baubeispiele im Ort, baugeschichtlich von Bedeutung, weitjochig, Fenster in originaler Größe | 09252733 |

## Liste der Kulturdenkmale in Gaußig
| Bild                                    | Bezeichnung | Lage                                                               | Datierung | Beschreibung | ID       |
| --------------------------------------- | --- | ------------------------------------------------------------------ | --- | --- | -------- |
|                                         | Zwei Wohn- und Wirtschaftsgebäude der Alten Brauerei (Einzeldenkmal zu ID-Nr. 09251982)                           | Alte Brauerei 1, 3, 5, 7, 9 (Karte)                                | 1. Hälfte 19. Jahrhundert, Kern vermutlich älter                                                                      | Einzeldenkmal der Sachgesamtheit Rittergut und Schlosspark Gaußig; baugeschichtlich, ortsgeschichtlich und wirtschaftsgeschichtlich von Bedeutung. Zweigeschossige Baukörper mit Krüppelwalmdächern, einfache Biberschwanzdeckung, langgezogener (eingeschossiger) Mittelbau. Stand bis 2003 unter der Adresse 1–9 in der Denkmalliste. | 09303431 |
| Direkt Bild zu diesem Denkmal hochladen | Hofeinfriedung mit zwei Torpfeilern der Alten Brauerei (Einzeldenkmal zu ID-Nr. 09251982)                         | Alte Brauerei 1, 3, 5, 7, 9 (Karte)                                | 1. Hälfte 19. Jahrhundert, Kern vermutlich älter                                                                      | Einzeldenkmal der Sachgesamtheit Rittergut und Schlosspark Gaußig; baugeschichtlich, ortsgeschichtlich und wirtschaftsgeschichtlich von Bedeutung, Tor mit Kugel bekrönt | 09303431 |
| Weitere Bilder                          | Martinskirche mit Ausstattung und Kirchhof sowie Denkmal für die Gefallenen des Ersten Weltkrieges                | An der Kirche 1 (Karte)                                            | 1784 (Kirchturm); 1873–1874 (Kirche); 19. Jahrhundert (Kirchhof); 1863 (Gemälde); 1873/1874 (Orgel); 30. Oktober 2021 | Neoromanische Saalkirche mit barockem Westturm, Putzbau mit geradem Schluss, Strebepfeilern und Satteldach, rundbogige Fenster in zwei Geschossen, bau- und ortsgeschichtlich von Bedeutung. Mit Holzbalkendecke (Flachdecke), zweiemporig, schlichte Ausstattung, mit ältester originaler Eule-Orgel (Opus 2), Fresken stammen aus Kirche in Leipzig-Schönefeld, neoklassizistische Ausstattung (Loge, Taufbecken, Kanzel, Sandsteinaltar), unter Altar Grablege, Elemente der Zittauer Johanniskirche sind zitiert. Die Martinskirche, eine mächtige neuromanische Saalkirche, wurde 1873/1874 nach Plänen von Carl August Schramm errichtet. Sie ersetzte den mittelalterlichen Vorgängerbau, der sich ursprünglich an gleicher Stelle befand und 1873 abgerissen wurde. Schon 1855 war der Kirchhof als Begräbnisplatz aufgegeben und ein neuer Friedhof auf dem Kirchschulfeld außerhalb des Dorfes angelegt worden. In diesem Zusammenhang wurde die alte Kirchhofsmauer abgebrochen. Übrig blieben die den Gottesacker umgebenden Linden. Als Einfriedung erhielt der Kirchhof eine geschnittene Weißdorn-Hecke. 1921 wurde zum Gedenken an die Gefallenen des Ersten Weltkriegs im Norden des Kirchhofs ein Kriegerdenkmal in Form eines Obelisken aufgestellt. Gleichzeitig gestaltete man das Umfeld der Ehrenanlage neu. Auch heute wird der Kirchhof wieder von der ihn umgebende Baumreihe aus Winter-Linden geprägt, deren Lücken in den letzten Jahrzehnten nachgepflanzt wurden. Eine geschnittene Weißdorn-Hecke friedet das Areal ein. Das Kriegerdenkmal wird von einem Baumpaar aus Blut-Buchen flankiert und die umgebende Ehrenanlage durch ein regelmäßiges Wegesystem erschlossen. Das Ensemble Kirche, Kirchhof und Kriegerdenkmal bilden gemeinsam mit dem Schloss und Park das kulturelle und städtebauliche Zentrum des Ortes. Sie sind bau- und ortsgeschichtlich von Bedeutung und prägen das Ortsbild erheblich. Der barocke Westturm vom Vorgängerbau, 1792, Haube 1802 erneuert. Restaurierung 1974 (innen, Umgestaltung der Chorapsis), 1982 (Turm). Putzbau mit geradem Schluss, Strebepfeilern und Satteldach. Fensterlose Ostseite mit Kreuz- und Rosettenreliefs. Turm über quadratischem Grundriss mit oktagonalem Glockengeschoss, Welscher Haube und Zwiebellaterne. Großer Saal mit Holzkassettendecke, an der Nord- und Südseite zweigeschossige Holzemporen, im Westen Orgelempore. Die Apsis um sieben Stufen erhöht. Ausstattung: Holzkanzel und Holztaufe aus der Erbauungszeit, farbig gefasst. Vier Gemälde von Gustav Jäger, 1863 (Moses, Matthäus und Markus, Lukas und Johannes, Abraham und Isaak), aus der Kirche in Leipzig-Schönefeld. Älteste erhaltene Eule-Orgel (Opus 2), 1873/74. | 09251980 |
| Weitere Bilder                          | Rittergut und Schlosspark Gaußig (Sachgesamtheit)                                                                 | An der Kirche 2, 14; Alte Brauerei 1, 3, 5, 7, 9; Im Gut 4 (Karte) | 18./19. Jahrhundert; um 1750 (Schlosspark), um 1800 Parkumgestaltung                                                  | Sachgesamtheit Schlosskomplex Gaußig mit folgenden Einzeldenkmalen: zwei Wohn- und Wirtschaftsgebäude sowie Hofeinfriedung mit zwei Torpfeilern der Alten Brauerei (siehe Obj. 09303431, Alte Brauerei 1, 3, 5, 7, 9), Schloss mit dreiachsigem Bibliotheksanbau und Schlosskapelle (Nr. 2), ehemalige Orangerie (Nr. 14) mit Einfriedungsmauer, nördliches Tor, Erbbegräbnisstätte der Familie Schall-Riaucour im Park sowie Steindeckerbrücke, zwei Pavillons und Wetterhütte im Park (siehe Obj. 09303428, gleiche Anschrift), Verwalterhaus, Wohnhaus und südöstliches Wohn-Wirtschaftsgebäude des Gutshofes (siehe Obj. 09303432, Im Gut 4), der ausgedehntem Schlosspark mit Schlossgärtnerei und der Küchengarten an der Alten Brauerei (Gartendenkmale) sowie folgenden Sachgesamtheitsteilen: sechs Wirtschaftsgebäude des Gutshofes (Im Gut 4); baugeschichtlich, ortsgeschichtlich und wirtschaftsgeschichtlich, gartenkünstlerisch und landschaftsprägend von Bedeutung [Störelemente: LPG-Halle und eingeschossiger Bau in Hofmitte des Gutshofs]. Schlosspark um 1750 vermutlich von Johann Christoph Knöffel als Barockgarten angelegt, um 1800 vermutlich unter Beteiligung von Christian Friedrich Schuricht zum englischen Garten umgestaltet. Friedhof im Park, vermutlich Familienfriedhof mit Portal und Wappen. | 09251982 |
| Weitere Bilder                          | Schloss mit dreiachsigem Bibliotheksanbau und Schlosskapelle (Einzeldenkmal zu ID-Nr. 09251982)                   | An der Kirche 2 (Karte)                                            | Anfang 18. Jahrhundert (Schloss); 1893 (Schlosskapelle)                                                               | Einzeldenkmal der Sachgesamtheit Rittergut und Schlosspark Gaußig; baugeschichtlich und ortsgeschichtlich von Bedeutung. - Schloss: als barocker Bau errichtet, seit 1777 im Besitz der Grafen Schall-Riaucour, um 1800 im palladianischen Klassizismus vermutlich von Christian Friedrich Schuricht stark verändert. 1870 durch Karl Moritz Haenel mächtiges neubarockes Mansardwalmdach aufgesetzt; 1893 westlicher Anbau neoromanischer Schlosskapelle, 1907 an östlicher Schmalseite Bibliotheksanbau; Schloss ausgebildet als langgestreckter Putzbau mit Eckpavillons und Anbauten, Sockel- und Eckquaderungen, Fenster mit Geraden oder Dreiecksverdachungen, Betonung der Mittelachse durch Freitreppen - Schlosskapelle: 1893 an Schloss angebaut als neoromanischer Zentralbau mit Satteldächern, oktagonalem Vierungsturm mit Zeltdach und Dachreiter mit Laterne; nordöstliche Loge mit Übergang zum Schloss, innen beachtlicher gotischer Flügelaltar von 1471, restauriert 1995 und Buntglasfenster aus Erbauungszeit mit ornamentalen und geometrischen Motiven, im Tympanon des Portals Mosaik | 09303428 |
|                                         | Ehemalige Orangerie (Nr. 14) mit Einfriedungsmauer (Einzeldenkmal zu ID-Nr. 09251982)                             | An der Kirche 14 (Karte)                                           | Bezeichnet mit 1894                                                                                                   | Einzeldenkmal der Sachgesamtheit Rittergut und Schlosspark Gaußig; baugeschichtlich und ortsgeschichtlich von Bedeutung. - Orangerie: bezeichnet mit 1894, als zweigeschossiger Putzbau mit abschließendem Gesims und Walmdach - Einfriedung: vier Granitpfosten, Mauer und schmiedeeiserne Tore | 09303428 |
|                                         | Nördliches Tor (Einzeldenkmal zu ID-Nr. 09251982)                                                                 | An der Kirche 2, 14                                                | | Einzeldenkmal der Sachgesamtheit Rittergut und Schlosspark Gaußig; baugeschichtlich und ortsgeschichtlich von Bedeutung | 09303428 |
|                                         | Erbbegräbnisstätte der Familie Schall-Riaucour im Park (Einzeldenkmal zu ID-Nr. 09251982)                         | An der Kirche 2, 14 (Karte)                                        | Mitte 19. Jahrhundert                                                                                                 | Einzeldenkmal der Sachgesamtheit Rittergut und Schlosspark Gaußig; baugeschichtlich und ortsgeschichtlich von Bedeutung | 09303428 |
|                                         | Steindeckerbrücke im Park (Einzeldenkmal zu ID-Nr. 09251982)                                                      | An der Kirche 2, 14                                                | 1770 | Einzeldenkmal der Sachgesamtheit Rittergut und Schlosspark Gaußig; baugeschichtlich und ortsgeschichtlich von Bedeutung, bestehend aus vier großen Granitplatten | 09303428 |
|                                         | Rundpavillon im Park (Einzeldenkmal zu ID-Nr. 09251982)                                                           | An der Kirche 2, 14 (Karte)                                        | Um 1770 | Einzeldenkmal der Sachgesamtheit Rittergut und Schlosspark Gaußig; baugeschichtlich und ortsgeschichtlich von Bedeutung, rund mit Kuppel, Rundbogenfenster und Lisenengliederung (heute Remise) | 09303428 |
|                                         | Pavillon mit quadratischem Grundriss im Park (Einzeldenkmal zu ID-Nr. 09251982)                                   | An der Kirche 2, 14 (Karte)                                        | Um 1800 | Einzeldenkmal der Sachgesamtheit Rittergut und Schlosspark Gaußig; baugeschichtlich und ortsgeschichtlich von Bedeutung, über quadratischem Grundriss mit Zeltdach, Rundbogentüren und kleinen Thermenfenstern, reiche Putzgliederung | 09303428 |
| Direkt Bild zu diesem Denkmal hochladen | Wetterhütte im Park (Einzeldenkmal zu ID-Nr. 09251982)                                                            | An der Kirche 2, 14 (Karte)                                        | Um 1900 | Einzeldenkmal der Sachgesamtheit Rittergut und Schlosspark Gaußig; baugeschichtlich und ortsgeschichtlich von Bedeutung, mit Umgebindekonstruktion 1/2/1/2 Joche, Giebel verbrettert | 09303428 |
|                                         | Pfarrhaus | An der Kirche 3 (Karte)                                            | Um 1760 | Massivbau mit Putzgliederung und Krüppelwalmdach mit Fledermausgaupen, baugeschichtlich und ortsgeschichtlich von Bedeutung, zweigeschossiger Baukörper mit Fledermausgaupen, Putzgliederung und Krüppelwalmdach, einfache Biberschwanzdeckung, Rustika, Eckquaderung | 09251992 |
|                                         | Wohnhaus, ehemalige Bäckerei                                                                                      | An der Kirche 5 (Karte)                                            | 1. Hälfte 19. Jahrhundert                                                                                             | Integraler Bestandteil des Dorfzentrums in unmittelbarer Nachbarschaft zur Kirche, baugeschichtliche und städtebauliche Bedeutung, zweigeschossiger, verputzter Massivbau mit Krüppelwalmdach, gehört zum Ensemble Dorfmitte | 09301213 |
|                                         | Wohnstallhaus mit Oberlaube und winklig angebauter Gasthof, durch Torbogen verbunden (Parkgaststätte)             | An der Kirche 7, 7a (Karte)                                        | Innerer Torbogen bezeichnet mit 1867 (Gasthof); um 1800 (Wohnstallhaus)                                               | Ortsbildprägendes Ensemble, Wohnstallhaus mit zugesetzter Oberlaube, Putzbau mit steilem Satteldach, Gasthof breit gelagerter Putzbau über drei Geschosse mit 11 zu 3 Achsen, baugeschichtlich und ortsgeschichtlich von Bedeutung, Gasthof dreigeschossig | 09252321 |
|                                         | Wohnhaus | An der Kirche 8 (Karte)                                            | Haustür bezeichnet mit 1874                                                                                           | Repräsentativer Putzbau mit klassizistischer Fassade, baugeschichtlich und ortsbildprägend von Bedeutung, Mittelrisalit, Putzgliederung, Putz-/Stuckornament, Balkon mit Giebelbekrönung, Zahnfries, vergleichsweise aufwendig gestaltet | 09250551 |
|                                         | Alte Schmiede – Wohnstallhaus mit Oberlaube, Seitengebäude und zwei Granitpfosten der Hofeinfahrt                 | An der Kirche 12 (Karte)                                           | 1. Hälfte 19. Jahrhundert                                                                                             | Wohnstallhaus Obergeschoss Fachwerk verputzt, Seitengebäude Klinker, baugeschichtlich von Bedeutung und Seltenheitswert, Wohnstallhaus mit steinernem Umgebinde, Seitengebäude eingeschossig, mit Holztoren und segmentbogigen Öffnungen | 09251114 |
| Direkt Bild zu diesem Denkmal hochladen | Rieglitz-Brunnen                                                                                                  | An der Rieglitz 10 (vor) (Karte)                                   | Um 1800 | Baugeschichtliche Bedeutung, etwa 8 m tief | 09251999 |
|                                         | Ehemalige Kirchschule ohne Anbau                                                                                  | Bautzener Straße 3 (Karte)                                         | Mitte 19. Jahrhundert                                                                                                 | Baugeschichtlich und ortsgeschichtlich von Bedeutung, zweigeschossiger Massivbau mit Krüppelwalmdach, Pfanne, Putzgliederung | 09251115 |
| Direkt Bild zu diesem Denkmal hochladen | Wohnhaus | Günthersdorfer Straße 5 (Karte)                                    | 2. Hälfte 19. Jahrhundert                                                                                             | Gutes Beispiel für original erhaltene Massivbauweise des 19. Jahrhunderts, baugeschichtlich von Bedeutung, zweigeschossig, massiv, Rundbogenfenster im Giebel, Granitgewände von Tür und Fenstern, Reste von Putzgliederung, in bildprägender Lage | 09252760 |
|                                         | Verwalterhaus, Wohnhaus und südöstliches Wohn-Wirtschaftsgebäude des Gutshofes (Einzeldenkmal zu ID-Nr. 09251982) | Im Gut 4 (Karte)                                                   | 18. Jahrhundert | Einzeldenkmale der Sachgesamtheit Rittergut und Schlosspark Gaußig; baugeschichtlich und ortsgeschichtlich von Bedeutung. - Verwalterhaus: Putzbau mit Walmdach und Fledermausgaupen - Wohnhaus: Putzbau mit Krüppelwalmdach, einfacher Biberschwanzdeckung, Pfannen, Korbbogenportale, in Kubatur und prägenden Proportionen erhalten - Südöstliches Wirtschaftsgebäude: zweigeschossiger massiver Putzbau mit authentischer Kubatur, prägenden Proportionen und Krüppelwalmdach erhalten (Störung im Erdgeschoss durch hofseitig drei Metalltore), langgestreckter Baukörper, schönes profiliertes Traufgesims, im Erdgeschoss sehr schöne originale Kreuzgratgewölbe und großformatige Granit-Fußbodenplatten, Gewölbe auch im Treppenhaus im Obergeschoss erhalten, offenes Treppenhaus mit Öffnungsbögen und bauzeitlichen hölzernen Geländern, Kellertonne, weitgehend authentischer originaler Dachstuhl mit Unterzug mit barocken Verzahnungen | 09303432 |
|                                         | Wohnstallhaus | Medewitzer Straße 5 (Karte)                                        | 1. Hälfte 19. Jahrhundert                                                                                             | Obergeschoss Fachwerk verschiefert, Giebel verschiefert, baugeschichtlich von Bedeutung, zweigeschossig, Ladeneinbau, farbiger Schiefer | 09251109 |
|                                         | Wohnhaus | Medewitzer Straße 7 (Karte)                                        | Um 1900 | Eingeschossiger Putzbau mit Mittelrisalit mit Ziergiebel, baugeschichtlich von Bedeutung, Satteldach, ehemals mehrfarbige Schindeldeckung (rot, schwarz, gelb), Putzornament erhalten | 09250827 |
| Direkt Bild zu diesem Denkmal hochladen | Ringbrennofen der Töpferei Fischer                                                                                | Medewitzer Straße 13 (Karte)                                       | 1. Hälfte 19. Jahrhundert                                                                                             | Runder Keramik-Brennofen mit vier Feueröffnungen, als Zeugnis der durch die Einführung von Elektroöfen auch in kleinen Töpfereien überwiegend verdrängten jahrhundertealten Brenntradition mittels Kohlenofen inzwischen von Seltenheits- sowie von wissenschaftlich-dokumentarischem Wert, zudem technikgeschichtlich von Bedeutung. Aus Ziegeln gemauerter runder Brennofen mit vier Feueröffnungen (Einkammerofen mit Überkuppelung, Feuerung im Schürhals vor der Brennkammer, Schürraum und Brennraum mittels gemauerter Feuerwand mit Öffnung unter der Ofenkuppel) zum diskontinuierlichen Brennen der Tonware mittels Kohlenfeuerung, Mauerwerk mit umlaufenden Eisenbändern (Spannringe) verstärkt. Seitliche Feueröffnungen mit Beschickungsapparatur mittels Metallschieber verschließbar, segmentbogige Türöffnung zum Eintrag der Tonwaren musste hingegen bei jedem Brand vermauert werden. Rundofen befand sich in den 1990er Jahren noch in betriebsbereitem Zustand, Mauerwerk war allerdings durch langjährige Nichtnutzung bereits durchfeuchtet. Töpferei 1826 von Gottfried Leberecht Fischer gegründet (Familienbetrieb über 6 Generationen: Töpfermeister Gottfried Leberecht Fischer, Friedrich Ehrenreich Fischer, Friedrich Gustav Fischer, Carl Fischer, Werner Fischer, zuletzt Hans-Joachim Kosmehl, Schwiegersohn Werner Fischers). Ursprünglich Herstellung von Gebrauchsgeschirr für Schloss und Rittergut in Gaußig, Tonwaren wurden dabei auf der Töpferscheibe frei gedreht, luftgetrocknet, mit Lehmglasur überzogen und im Kohleofen gebrannt. Um 1925 Einführung von Pressen zur maschinellen Herstellung von Blumentöpfen in größeren Mengen, die etwa nach dem Zweiten Weltkrieg für die Sebnitzer Kunstblumenmanufakturen angefertigt wurden. Weitere Produkte: Puppenstubengeschirr, Zierpflanzschalen. Töpferei 1961 durch Brand zerstört, 1963 Wiederaufnahme der Produktion, nach 1970 Einstellung der maschinellen Produktion von Blumentöpfen, wieder Konzentration auf die Herstellung von Gebrauchs- und Zierkeramik mittels Freidrehen auf der Töpferscheibe und dekorativer Engobe- und Pinselmalerei. Seit 1987 Einsatz eines elektrischen Herdwagenofens anstelle des kohlenbefeuerten Rundofens. Gebäudeensemble ursprünglich mit 16 m hohem Schornstein zum Abzug der Rauchgase aus dem Brennofen, 2008 abgebrochen. Restliche Gebäude in den 1990er Jahren als Denkmal behandelt, aber vermutlich aufgrund der Überformung nicht in die aktuelle Denkmalliste aufgenommen. | 09252320 |
|                                         | Wohnhaus und zwei Granitpfosten der Einfriedung                                                                   | Naundorfer Straße 1 (Karte)                                        | Türstock bezeichnet mit 1833                                                                                          | Putzbau mit Granittürstock und Krüppelwalmdach, baugeschichtlich von Bedeutung, zweigeschossiger Baukörper, Granitpfosten mit Kämpferplatten, Türstock bezeichnet mit 1833 | 09303450 |
|                                         | Wohnhaus | Naundorfer Straße 8 (Karte)                                        | Um 1895 | Putzbau mit einfacher Gliederung und Walmdach, baugeschichtlich von Bedeutung, Seitenrisalit, Gliederung durch aufwendige Putzornamentik (Fensterbekrönung und -umrandung), Mansarddach, Zahnfries, dreifarbige Schindeldeckung (gelb, schwarz, rot) | 09250568 |

## Liste der Kulturdenkmale in Gnaschwitz
| Bild                                    | Bezeichnung                                                              | Lage                                   | Datierung                                          | Beschreibung | ID       |
| --------------------------------------- | ------------------------------------------------------------------------ | -------------------------------------- | -------------------------------------------------- | --- | -------- |
| Direkt Bild zu diesem Denkmal hochladen | Wohnstallhaus                                                            | Dorfstraße 5 (Karte)                   | Um 1800                                            | Obergeschoss Fachwerk, teils verbrettert, prägt das Aussehen des Angerdorfes entscheidend, eines der wenigen weitgehend original erhaltenen Häuser im Ort, baugeschichtlich von Bedeutung, Dachüberstand, Erdgeschoss verändert, Fenster jedoch weitgehend in Originalgröße | 09252960 |
| Direkt Bild zu diesem Denkmal hochladen | Wohnstallhaus ohne massiven Anbau                                        | Dorfstraße 11 (Karte)                  | 1. Hälfte 19. Jahrhundert                          | Obergeschoss Fachwerk verbrettert, im Aussehen des 19. Jahrhunderts weitgehend erhalten, prägt das Aussehen des Angerdorfes entscheidend mit, baugeschichtlich von Bedeutung, Fenster weitgehend originale Größe                                                            | 09252961 |
| Direkt Bild zu diesem Denkmal hochladen | Wohnstallhaus mit Oberlaube                                              | Dorfstraße 15 (Karte)                  | 1. Hälfte 19. Jahrhundert                          | Obergeschoss Fachwerk, prägt das Aussehen des Angerdorfes entscheidend, eines der wenigen weitgehend original erhaltenen Häuser im Ort, baugeschichtlich von Bedeutung | 09252962 |
| Direkt Bild zu diesem Denkmal hochladen | Wohnstallhaus mit Oberlaube                                              | Dorfstraße 17 (Karte)                  | Um 1800                                            | Obergeschoss Fachwerk, teils verbrettert, teils verputzt, alte Konstruktion erhalten, prägt das Aussehen des Angerdorfes entscheidend mit, baugeschichtlich von Bedeutung, mit Dachüberstand, Fenster Erdgeschoss vergrößert                                                | 09252963 |
| Weitere Bilder                          | Kriegerdenkmal für die Gefallenen des Ersten Weltkrieges mit Einfriedung | Hauptstraße, auf dem Dorfanger (Karte) | Nach 1918                                          | Ortsgeschichtlich von Bedeutung, Granit-Obelisk mit Eisernen Kreuzen und eiförmiger Bekrönung, Granit-Einfriedung | 09252957 |
| Weitere Bilder                          | Luther-Denkmal                                                           | Hauptstraße, auf dem Dorfanger (Karte) | Bezeichnet mit 1883                                | Granit-Obelisk zum Gedenken an den Reformator Martin Luther, geschichtlich von Bedeutung, Inschriften auf Deutsch und Sorbisch, bezeichnet mit 1883 und „500 Jahre M. Luther 1983“                                                                                          | 09252956 |
| Direkt Bild zu diesem Denkmal hochladen | Wohnstallhaus                                                            | Hauptstraße 16 (Karte)                 | 1. Hälfte 19. Jahrhundert                          | Obergeschoss Fachwerk verbrettert, eines der wenigen weitgehend im Aussehen des 19. Jahrhunderts erhaltenen Häuser im Ort, baugeschichtlich von Bedeutung, Dachüberstand, zwei Haustüren mit Granitgewände, Biberschwanzdeckung, Erdgeschoss entscheidend verändert         | 09252959 |
| Weitere Bilder                          | Friedhofskapelle, Friedhofstorhaus und Leichenhalle                      | Hauptstraße, Ecke Siedlungsweg (Karte) | Wetterfahne bezeichnet mit 1888 (Friedhofstorhaus) | Ortsgeschichtlich von Bedeutung | 09252958 |

## Liste der Kulturdenkmale in Golenz
| Bild                                    | Bezeichnung                                                              | Lage                           | Datierung                    | Beschreibung | ID       |
| --------------------------------------- | ------------------------------------------------------------------------ | ------------------------------ | ---------------------------- | --- | -------- |
|                                         | Wegestein                                                                | Isernweg 12 (bei) (Karte)      | 19. Jahrhundert              | Verkehrsgeschichtlich von Bedeutung. Quadratischer Naturstein mit abgefasten Kanten am Schaft, Kopf mit flachpyramidalem Abschluss und vertieften Schriftspiegeln auf den Seitenflächen. Wegestein als Zeugnis der verkehrstechnischen Erschließung des ländlichen Raumes von verkehrsgeschichtlicher Bedeutung.                                  | 09250801 |
| Direkt Bild zu diesem Denkmal hochladen | Wohnstallhaus und Scheune eines Gehöfts                                  | Isernweg 24 (Karte)            | 2. Hälfte 19. Jahrhundert    | Wohnstallhaus Obergeschoss Fachwerk verbrettert, baugeschichtlich von Bedeutung, Umgebindekonstruktion teilweise noch vorhanden, hölzernes Eingangshäuschen, Fenster und Winterfenster gesprosst und original, glasierte Biberschwanzdeckung, insgesamt ohne tiefgreifende Veränderungen                                                          | 09251112 |
| Direkt Bild zu diesem Denkmal hochladen | Wohnstallhaus                                                            | Katschwitzer Straße 17 (Karte) | 1. Hälfte 19. Jahrhundert    | Obergeschoss Fachwerk verbrettert, Giebel verbrettert, eines der wenigen Beispiele erhaltener ursprünglicher Bebauung in der Ortschaft, baugeschichtlich von Bedeutung, Fenster in originaler Größe | 09251994 |
| Direkt Bild zu diesem Denkmal hochladen | Wohnstallhaus ohne Anbau, mit Einfriedung (Umgebinde, Gaststätte Golenz) | Katschwitzer Straße 20 (Karte) | Türstock bezeichnet mit 1830 | Obergeschoss Fachwerk verschiefert, mit Sonnengiebel, einziges Umgebinde im Ort, baugeschichtlich von Bedeutung, Einfriedung Granitpfeiler mit schmiedeeisernen Zaunsfeldern, ursprünglich nordwestlicher und nordöstlicher kleiner eingefriedeter Vorgarten beidseitig des Hauseingangs, derzeit nur nordöstlicher Teil der Einfriedung erhalten | 09251993 |

## Liste der Kulturdenkmale inGrubschütz
| Bild           | Bezeichnung | Lage                                     | Datierung                 | Beschreibung | ID       |
| -------------- | --- | ---------------------------------------- | ------------------------- | --- | -------- |
| Weitere Bilder | Betkreuz mit Einfriedung                                                                                                | Am Humboldthain 15 (Karte)               | 19. Jahrhundert           | Regionalgeschichtlich von Bedeutung, gefasstes Kruzifix auf freistehender dorischer Granitsäule, Umfriedung bestehend aus vier achteckigen Pfeilern | 09251447 |
| Weitere Bilder | Zweibogige Brücke über die Spree                                                                                        | Preuschwitzer Straße (Karte)             | 19. Jahrhundert           | Naturstein, landschaftsprägend, baugeschichtlich und verkehrsgeschichtlich von Bedeutung | 09252947 |
| Weitere Bilder | Wohnhaus und Einfriedung                                                                                                | Preuschwitzer Straße 7                   | 2. Hälfte 19. Jahrhundert | Obergeschoss Fachwerk, schmiedeeiserne Einfriedung, baugeschichtlich von Bedeutung, Erdgeschoss verändert (u. a. Fenster), Obergeschoss original erhalten, Krüppelwalmdach mit originaler Biberschwanzdeckung, Blitzableiter erhalten, 2009 Abrissgenehmigung                   | 09251455 |
| Weitere Bilder | Hochwassermarke und wassertechnische Anlage der ehemaligen Preibischmühle                                               | Preuschwitzer Straße 11 (Karte)          | 19. Jahrhundert           | Produktionsgeschichtlich und landschaftsprägend von Bedeutung, Hochwassermarke mit Spruch 1897 | 09252948 |
| Weitere Bilder | Gasthof „Spreetal“ | Preuschwitzer Straße 12 (Karte)          | 1927/1928                 | Zeittypischer Putzbau mit originaler Inschrift im Spitzgiebel, baugeschichtlich und ortsgeschichtlich von Bedeutung. Massiver Bau mit dominantem spitzem Giebel an der Schauseite, Fenster gesprosst. Erdgeschoss: Backstein-Kolonnade, Backsteinterrassen, Backsteinterrassen. | 09251446 |
| Weitere Bilder | Torhaus des ehemaligen domstiftlichen Gutes und Granittrog (Brunnen) vor dem Gebäude des heutigen Landhotels Grubschütz | Techritzer Straße 2 (Karte)              | 2. Hälfte 18. Jahrhundert | Baugeschichtlich und ortsgeschichtlich von Bedeutung | 09252949 |
| Weitere Bilder | Wohnstallhaus | Techritzer Straße 14 (Karte)             | 1. Hälfte 19. Jahrhundert | Obergeschoss und Giebel Fachwerk, eines der wenigen Häuser mit ursprünglicher Holzkonstruktion im Ort, baugeschichtlich von Bedeutung, Fenster Originalgröße, Erdgeschoss verändert, Krüppelwalmdach                                                                            | 09251450 |
| Weitere Bilder | Wegestein | Techritzer Straße 24 (gegenüber) (Karte) | 19. Jahrhundert           | Granit, verkehrsgeschichtlich von Bedeutung, Wegestein, Granitstele mit quadratischem Querschnitt und geradem Abschluss, als Zeugnis der verkehrstechnischen Erschließung des ländlichen Raumes von verkehrsgeschichtlicher Bedeutung.                                          | 09252946 |
| Weitere Bilder | Betkreuz | Techritzer Straße 25 (bei) (Karte)       | Bezeichnet mit 1888       | Regionalgeschichtlich von Bedeutung, gefasstes Kruzifix auf Granitsockel mit Kapitell und Basis. Unter der Figur des Christus Lorbeerkranz mit Inschrift: „Im Kreuz ist Heil“, Sockelschaft mit sorbischer Inschrift: „Pokoj budź z wami!“, Basis bezeichnet mit „M.W. 1888“    | 09251451 |

## Liste der Kulturdenkmale in Günthersdorf
| Bild                                    | Bezeichnung       | Lage                             | Datierung       | Beschreibung                                                     | ID       |
| --------------------------------------- | ----------------- | -------------------------------- | --------------- | ---------------------------------------------------------------- | -------- |
| Direkt Bild zu diesem Denkmal hochladen | Steindeckerbrücke | Zockauer Straße 14 (bei) (Karte) | 19. Jahrhundert | Bestehend aus fünf Granitplatten, baugeschichtlich von Bedeutung | 09251990 |

## Liste der Kulturdenkmale in Katschwitz
| Bild                                    | Bezeichnung                                                                                                 | Lage                               | Datierung                        | Beschreibung | ID       |
| --------------------------------------- | --- | ---------------------------------- | -------------------------------- | --- | -------- |
| Direkt Bild zu diesem Denkmal hochladen | Wassermühle mit oberschlächtigem Wasserrad, Mühlteich, Graben und der gesamten Technik des 20. Jahrhunderts | An der Wassermühle 2 (Karte)       | Nachgewiesene Ersterwähnung 1766 | Technikgeschichtlich, kulturgeschichtlich und sozialgeschichtlich von Bedeutung, als Mühle in Betrieb, nachgewiesene Ersterwähnung der Mühle 1766, Umbau zum noch heute stehenden Gebäude 1853 | 09251997 |
| Direkt Bild zu diesem Denkmal hochladen | Steindeckerbrücke                                                                                           | An der Wassermühle 2 (bei) (Karte) | Bezeichnet mit 1838              | Ursprünglich acht Steine, jetzt vier, baugeschichtlich von Bedeutung | 09251995 |

## Liste der Kulturdenkmale inNaundorf
| Bild                                    | Bezeichnung                                           | Lage                          | Datierung                    | Beschreibung | ID       |
| --------------------------------------- | ----------------------------------------------------- | ----------------------------- | ---------------------------- | --- | -------- |
| Direkt Bild zu diesem Denkmal hochladen | Natursteinmauer, straßenbegleitend                    | Hauptstraße (Karte)           | 19. Jahrhundert              | Ortsbildprägende Bedeutung und hoher Authentizitätsgrad | 09305317 |
| Direkt Bild zu diesem Denkmal hochladen | Wohnstallhaus eines Dreiseithofes                     | Hauptstraße 9 (Karte)         | 1. Hälfte 19. Jahrhundert    | Obergeschoss Fachwerk verschiefert, Giebel verbrettert, weitgehend unverändertes Zeugnis der ursprünglichen Ortsbebauung, baugeschichtlich von Bedeutung, zweigeschossiger Bau mit Satteldach | 09252723 |
| Direkt Bild zu diesem Denkmal hochladen | Wohnstallhaus                                         | Hauptstraße 12 (Karte)        | Um 1800                      | Obergeschoss Fachwerk verkleidet, ursprüngliche Bausubstanz unverändert erhalten, baugeschichtlich von Bedeutung, Traufseite des Gebäudes mit Sonnenmotiv, Satteldach | 09252721 |
| Direkt Bild zu diesem Denkmal hochladen | Wohnstallhaus                                         | Hauptstraße 13 (Karte)        | Türsturz bezeichnet mit 1853 | Obergeschoss Fachwerk, ursprüngliches Erscheinungsbild weitgehend erhalten, baugeschichtlich von Bedeutung, Krüppelwalmdach mit Fledermausgaupen, Wärmedämmung im Erdgeschoss | 09252722 |
| Direkt Bild zu diesem Denkmal hochladen | Wohnstallhaus                                         | Hauptstraße 16 (Karte)        | 1. Hälfte 19. Jahrhundert    | Obergeschoss Fachwerk verkleidet, baugeschichtlich von Bedeutung, Fenster erneuert, Satteldach | 09252720 |
| Direkt Bild zu diesem Denkmal hochladen | Wohnstallhaus                                         | Hauptstraße 22a (Karte)       | 1. Hälfte 19. Jahrhundert    | Obergeschoss Fachwerk verbrettert, weitgehend unverändert erhaltenes Beispiel der ländlichen Architektur des Ortes, baugeschichtlich von Bedeutung, Wohnstallhaus zweigeschossig, Sandsteingewände, vorkragendes Obergeschoss über dem Stall | 09252718 |
| Weitere Bilder                          | Zwei Wirtschaftsgebäude eines Dreiseithofes           | Hauptstraße 29 (Karte)        | Mitte 19. Jahrhundert        | Verputzte Feldsteinbauten, baugeschichtlich und wirtschaftsgeschichtlich von Bedeutung, Wohnstallhaus Abbruch und Neubau (kein Denkmal mehr!), Seitengebäude Feldsteinmauerwerk über beide Geschosse, Satteldach, weitgehend unverändert erhalten, Tore unverändert | 09252716 |
| Weitere Bilder                          | Wohnstallhaus (Umgebinde) ohne Anbau                  | Hauptstraße 34 (Karte)        | Um 1800                      | Obergeschoss Fachwerk verschiefert, authentisches Zeugnis der ursprünglichen Ortsbebauung, baugeschichtlich von Bedeutung, Umgebinde vermauert, Obergeschoss verkleidet, Satteldach | 09252715 |
| Weitere Bilder                          | Schule ohne Rückgebäude                               | Hauptstraße 52a (Karte)       | Um 1840                      | Putzbau mit Gurtgesims sowie Dacherker mit Uhr und Schulklingel, baugeschichtlich und ortsgeschichtlich von Bedeutung, zweigeschossiger verputzter Granitbau, breiter mittiger Dacherker mit Uhr, Sandsteingewände, reich verzierte Traufleiste, Satteldach | 09252713 |
| Weitere Bilder                          | Gedenkstein für die Gefallenen des Ersten Weltkrieges | Hauptstraße 52a (bei) (Karte) | Nach 1918                    | Granit, ortsgeschichtlich von Bedeutung | 09252712 |
| Direkt Bild zu diesem Denkmal hochladen | Wohnstallhaus eines Gehöftes                          | Hauptstraße 55 (Karte)        | 1. Hälfte 19. Jahrhundert    | Obergeschoss Fachwerk verbrettert, baugeschichtlich von Bedeutung. Zweigeschossiger Baukörper mit massivem Erdgeschoss und verbrettertem Fachwerkobergeschoss, erhaltenswerte Dachsituation mit drei Fledermausgaupen straßenseitig und schönem Dachhecht hofseitig. Leider straßenseitig über gesamte Hauslänge erdgeschossiger Anbau. Gebäude ist Bestandteil einer ehemaligen Hofanlage, Wirtschaftsgebäude wurden zu Werkstatt und Lagerräumen umfunktioniert. Erhaltung des ehemaligen Wohnstallhauses für Dorfbild/Dorfgestaltung von Belang (Anregung der Unterschutzstellung vom Landratsamt Bautzen). | 09253006 |
|                                         | Wohnstallhaus                                         | Hauptstraße 69 (Karte)        | 1. Drittel 19. Jahrhundert   | Obergeschoss Fachwerk verschiefert, weitgehend unverändert erhalten, baugeschichtlich von Bedeutung, zweigeschossig, verputzter Feldsteinsockel, Satteldach | 09252711 |
|                                         | Wohnstallhaus ohne Anbau                              | Hauptstraße 71 (Karte)        | Um 1820                      | Obergeschoss Fachwerk verschiefert, weitgehend unverändertes bauliches Zeugnis, baugeschichtlich von Bedeutung, zweigeschossig, Satteldach | 09252710 |
|                                         | Wohnstallhaus                                         | Hauptstraße 81 (Karte)        | Mitte 19. Jahrhundert        | Obergeschoss Fachwerk verbrettert, authentisches Zeugnis der historischen Ortsbebauung, baugeschichtlich von Bedeutung, zweigeschossiger Bau mit Sandsteinsohlbänken, hölzernem Windfang mit Zierknaggen und Schleppdach; abgerissen, nur die Scheune steht noch (nicht unter DS). | 09252708 |

## Liste der Kulturdenkmale in Neu-Diehmen
| Bild           | Bezeichnung               | Lage                | Datierung                 | Beschreibung | ID       |
| -------------- | ------------------------- | ------------------- | ------------------------- | --- | -------- |
| Weitere Bilder | Wohnstallhaus (Umgebinde) | Kleebusch 9 (Karte) | 2. Hälfte 19. Jahrhundert | Obergeschoss Fachwerk, mit hohem Originalitätsgrad, baugeschichtlich von Bedeutung, Granitgewände im Erdgeschoss, Feldstein-Wetterseite, Fenster gesprosst (einschließlich Winterfenster), in originaler Größe, Schieferdeckung, 1988 bis auf Erdgeschoss abgebrannt | 09252601 |

## Liste der Kulturdenkmale in Neu-Drauschkowitz
| Bild                                    | Bezeichnung                                                           | Lage                 | Datierung           | Beschreibung | ID       |
| --------------------------------------- | --------------------------------------------------------------------- | -------------------- | ------------------- | --- | -------- |
| Direkt Bild zu diesem Denkmal hochladen | Wohnstallhaus (Umgebinde), Scheune und Handschwengelpumpe mit Brunnen | Grüner Weg 8 (Karte) | Bezeichnet mit 1890 | Wohnstallhaus Obergeschoss Fachwerk verkleidet, kleine Holzscheune, baugeschichtlich von Bedeutung. Wohnstallhaus: Umgebinde sehr flach gehalten, kunstvoll gestaltetes Eingangshäuschen aus Holz und Zierglas. | 09250574 |

## Liste der Kulturdenkmale in Preuschwitz
| Bild           | Bezeichnung                  | Lage                              | Datierung           | Beschreibung | ID       |
| -------------- | ---------------------------- | --------------------------------- | ------------------- | --- | -------- |
| Weitere Bilder | Wegestein mit Kugelbekrönung | (Abzweig nach Grubschütz) (Karte) | Bezeichnet mit 1926 | Mit Kugelbekrönung, verkehrsgeschichtlich von Bedeutung, Granit, Inschrift: „Fußweg nach Bautzen 2,7 km“, „Doberschau 1,2 km“. Massig wirkender Wegestein aus Granit mit abgefasten Kanten am Schaft, darüber kubischer Abschluss mit umlaufendem Band und Kugelbekrönung, Inschrift auf einer Seitenfläche: „Fußweg nach Bautzen 2,7 km“/„Doberschau 1,2 km“, bezeichnet mit der Jahreszahl „1926“. Wegestein mit aufwändiger und seltener Gestaltung, als Zeugnis der verkehrstechnischen Erschließung des ländlichen Raumes von verkehrsgeschichtlicher Bedeutung. | 09251469 |

## Liste der Kulturdenkmale in Schlungwitz
| Bild                                    | Bezeichnung                                              | Lage                               | Datierung       | Beschreibung | ID       |
| --------------------------------------- | -------------------------------------------------------- | ---------------------------------- | --------------- | --- | -------- |
| Direkt Bild zu diesem Denkmal hochladen | Denkmalschutzgebiet Altschlungwitz                       | (Altschlungwitz) (Karte)           | 18. Jahrhundert | Denkmalschutzgebiet Altschlungwitz | 09303443 |
| Direkt Bild zu diesem Denkmal hochladen | Wegesäule                                                | Bärwaldstraße 14, 16 (bei) (Karte) | 19. Jahrhundert | Verkehrsgeschichtlich von Bedeutung | 09252966 |
| Direkt Bild zu diesem Denkmal hochladen | Mehrfamilienwohnhaus und zwei Torpfeiler der Einfriedung | Gnaschwitzer Straße 2a (Karte)     | 1906            | Dreigeschossiger massiver Putzbau mit Mansarddach und weitestgehend unverändertem äußeren Erscheinungsbild und hohem Originalitätsgrad im Innern, als Teil des Areals der ehemals königlich sächsischen Pulvermühle, später Sprengstoffwerke Gnaschwitz, von bau- und ortsgeschichtlicher Bedeutung | 09307050 |
| Direkt Bild zu diesem Denkmal hochladen | Fabrikgebäude                                            | Industriestraße 4 (Karte)          | Um 1910         | Putzbau mit Thermenfenster und stilisierter Kolossalordnung, baugeschichtlich und ortsgeschichtlich von Bedeutung. Gebäude 1916 als Zentrum der „Sächs-Königl. Pulverwerke“ im Zuge der Erweiterung der Munitionsfabrik errichtet, in den 1930er Jahren als Sanitätsschule genutzt, im Zweiten Weltkrieg als Lazarett und Gefangenenlager gedient, in den 1950er Jahren Kinonutzung, bis 1960 Umbau zur Turnhalle (mit Billardzimmer und Kegelbahn)1968 Anbau für Kindergartennutzung, in den 1970er Jahren nutzte Bildhauer Rudi Enderlein Nebengebäude als Atelier (siehe Bärengruppe auf Spielplatz). | 09252964 |

## Liste der Kulturdenkmale inTechritz
| Bild                                    | Bezeichnung                  | Lage                               | Datierung                    | Beschreibung | ID       |
| --------------------------------------- | ---------------------------- | ---------------------------------- | ---------------------------- | --- | -------- |
| Direkt Bild zu diesem Denkmal hochladen | Herrenhaus eines Rittergutes | Grubschützer Straße 11, 13 (Karte) | Türstock bezeichnet mit 1789 | Stattlicher Putzbau mit hohem Krüppelwalmdach und sechs Fledermausgaupen, baugeschichtlich und ortsgeschichtlich von Bedeutung, massiv, zweigeschossig, dorische Pilaster-Kolossalordnung, Erdgeschoss-Fenster verändert | 09251517 |

## Liste der Kulturdenkmale in Weißnaußlitz
| Bild                                    | Bezeichnung | Lage                     | Datierung                                                                                   | Beschreibung | ID       |
| --------------------------------------- | --- | ------------------------ | ------------------------------------------------------------------------------------------- | --- | -------- |
| Direkt Bild zu diesem Denkmal hochladen | Korbbogiger Türstock mit Schlussstein                                                                                          | Kirschbergweg 22 (Karte) | Bezeichnet mit 1820                                                                         | Auf dem Schlussstein Darstellung von Schmiedewerkzeugen, ortsgeschichtlich von Bedeutung | 09252955 |
| Direkt Bild zu diesem Denkmal hochladen | Wohnhaus, östliche Scheune und westliches Seitengebäude eines ehemaligen Klostergutes, mit zwei Torpfeilern und Hofpflasterung | Oberer Hof 1 (Karte)     | 2. Hälfte 19. Jahrhundert (Wohnhaus); 1. Hälfte 19. Jahrhundert (Scheune und Seitengebäude) | Wohnhaus schlichter Putzbau mit Mittelrisalit und Drempel, ortsbildprägende Anlage, baugeschichtlich und ortsgeschichtlich von Bedeutung. - Wohnhaus: massiver zweigeschossiger Bau mit Drempel und Ziffernblatt im Mittelrisalit - Lang gestreckte Scheune und gegenüber liegendes Seitengebäude: massive Bauten mit Krüppelwalmdach | 09252952 |
| Direkt Bild zu diesem Denkmal hochladen | Wohnhaus (ehem. Umgebinde ausgemauert)                                                                                         | Oberer Hof 6 (Karte)     | Bezeichnet mit 1712                                                                         | Obergeschoss Fachwerk, leicht vorkragend, baugeschichtlich von Bedeutung, Haustürgewände und Treppe aus Granit, alte Umgebinde-Form (Kopfband), Fenster Obergeschoss Originalgröße, im Erdgeschoss zum Teil verändert | 09252953 |
| Direkt Bild zu diesem Denkmal hochladen | Wohnstallhaus | Oberer Hof 8a (Karte)    | Ende 18. Jahrhundert                                                                        | Obergeschoss Fachwerk verbrettert, ortsbildprägend und baugeschichtlich von Bedeutung, Frackdach, Granitgewände, Schieferdeckung, Erdgeschoss Umgebinde ausgemauert, im Aussehen des 19. Jahrhunderts erhalten, prägt den Dorfkern mit                                                                                                | 09252954 |

## Liste der Kulturdenkmale inZockau
| Bild | Bezeichnung | Lage                      | Datierung       | Beschreibung | ID       |
| ---- | ----------- | ------------------------- | --------------- | --- | -------- |
|      | Wegesäule   | Am Anger 28 (bei) (Karte) | 19. Jahrhundert | Von ortsgeschichtlicher und verkehrsgeschichtlicher Bedeutung, Granitsäule mit quadratischem Sockel, schmalerem hohen Schaft mit abgefasten Kanten und breiterem Kopf mit flachpyramidalem Abschluss, mit verwitterter Inschrift „Seitschen“. Anmerkung: Der Stein steht nicht, wie auf der Denkmalliste vermerkt, beim Haus Nr. 28 an der Bahnstrecke, sondern etwa 300 Meter entfernt an der Straße von Zockau Richtung Seitschen. | 09303452 |

## Streichungen von der Denkmalliste

### Streichungen von der Denkmalliste (Brösang)
| Bild                                    | Bezeichnung                                | Lage                              | Datierung                 | Beschreibung | ID       |
| --------------------------------------- | ------------------------------------------ | --------------------------------- | ------------------------- | --- | -------- |
| Direkt Bild zu diesem Denkmal hochladen | Wohnstallhaus und Scheune eines Hakenhofes | Drauschkowitzer Straße 11 (Karte) | 1. Hälfte 19. Jahrhundert | Wohnstallhaus Obergeschoss Fachwerk, letztes original erhaltenes Gebäude aus dem 19. Jahrhundert im Ort, baugeschichtlich von Bedeutung, Erdgeschoss mit Fenstereinbrüchen, Obergeschoss Fenster weitgehend im originalen Sinne erhalten. Zwischen 2019 und 2024 abgerissen. | 09252763 |

### Streichungen von der Denkmalliste (Doberschau)
| Bild                                    | Bezeichnung   | Lage                  | Datierung                    | Beschreibung | ID       |
| --------------------------------------- | ------------- | --------------------- | ---------------------------- | --- | -------- |
| Direkt Bild zu diesem Denkmal hochladen | Wohnstallhaus | Sportlerweg 1 (Karte) | Türstock bezeichnet mit 1797 | Obergeschoss Fachwerk, teilweise verbrettert, mit Granit-Tür-Stock bezeichnet mit 1797, Bestandteil des alten Dorfplatzes, baugeschichtlich von Bedeutung. 2017 abgerissen. | 09302581 |

### Streichungen von der Denkmalliste (Drauschkowitz)
| Bild                                    | Bezeichnung                                           | Lage                                                      | Datierung                   | Beschreibung | ID       |
| --------------------------------------- | ----------------------------------------------------- | --------------------------------------------------------- | --------------------------- | --- | -------- |
| Direkt Bild zu diesem Denkmal hochladen | Rittergut und Gutspark Drauschkowitz (Sachgesamtheit) | Zur Wasserburg 5, 7, 8, 9, 10, 11, 13, 15, 17, 21 (Karte) | Um 1700 bis 19. Jahrhundert | Sachgesamtheit Rittergut Drauschkowitz mit folgenden Einzeldenkmalen: Herrenhaus (Nr. 11), Scheune (Nr. 17/21) und Wirtschaftsgebäude (Nr. 9) (siehe Obj. 09303436) sowie Reste des Parks (Gartendenkmal) und drei ehemalige Wohn- und Wirtschaftsgebäude (Nr. 5/8, 7/10 und 13/15) und Reste der Einfriedung (Natursteinmauer) als Sachgesamtheitsteile; bau- und ortsgeschichtlich von Bedeutung. Zwischen 2017 und 2024 aus der Denkmalliste gestrichen. | 09303435 |

### Streichungen von der Denkmalliste (Gaußig)
| Bild                                    | Bezeichnung                                       | Lage                          | Datierung        | Beschreibung | ID       |
| --------------------------------------- | ------------------------------------------------- | ----------------------------- | ---------------- | --- | -------- |
| Weitere Bilder                          | Denkmal für die Gefallenen des Ersten Weltkrieges | An der Kirche 1 (bei) (Karte) | 30. Oktober 2021 | Obelisk, geschichtlicher und ortsgeschichtlicher Zeugniswert. Zwischen 2017 und 2024 in 09251980 integriert. | 09251981 |
|                                         | Wohnhaus                                          | Medewitzer Straße 4 (Karte)   | Um 1800          | Eingeschossiger Putzbau mit vorkragendem Giebelhäuschen, baugeschichtlich und sozialgeschichtlich von Bedeutung, eingeschossig, mit Mittelbetonung, Giebelhäuschen im Ort singulär, original verzierte Tür. Zwischen 2017 und 2024 aus der Denkmalliste gestrichen. | 09250957 |
| Direkt Bild zu diesem Denkmal hochladen | Wohnstallhaus                                     | Naundorfer Straße 15 (Karte)  | Um 1800          | Obergeschoss Fachwerk verschiefert, Giebel verbrettert, baugeschichtlich von Bedeutung; nach 2017 von der Denkmalliste gestrichen | 09251996 |

### Streichungen von der Denkmalliste (Grubschütz)
| Bild                                    | Bezeichnung   | Lage                         | Datierung | Beschreibung | ID       |
| --------------------------------------- | ------------- | ---------------------------- | --------- | --- | -------- |
| Direkt Bild zu diesem Denkmal hochladen | Wohnstallhaus | Techritzer Straße 29 (Karte) | Um 1850   | Obergeschoss und Giebel zum großen Teil Fachwerk verbrettert, weitgehend im Aussehen des 19. Jahrhunderts erhalten, baugeschichtlich von Bedeutung; im Oktober 2017 abgerissen | 09251453 |
| Direkt Bild zu diesem Denkmal hochladen | Wohnstallhaus | Techritzer Straße 31 (Karte) | Um 1800   | Obergeschoss Fachwerk, ursprünglich erhalten, baugeschichtlich von Bedeutung, Schieferdeckung, Fenster Originalgröße. Abbruchgenehmigung vom 22. Oktober 2009, Haus bei Kreisfahrt am 7. Oktober 2011 noch vorhanden, Abbruchgenehmigung vom 8. August 2016 (Landratsamt Bautzen). Zwischen 2016 und 2019 abgerissen. | 09251452 |

### Streichungen von der Denkmalliste (Günthersdorf)
| Bild                                    | Bezeichnung   | Lage                    | Datierung | Beschreibung | ID       |
| --------------------------------------- | ------------- | ----------------------- | --------- | --- | -------- |
| Direkt Bild zu diesem Denkmal hochladen | Wohnstallhaus | Am Dorfanger 22 (Karte) | Um 1800   | Obergeschoss und Giebel Fachwerk verschiefert, zum Teil ornamental, letztes ursprünglich erhaltenes Fachwerkhaus im Ortsteil, baugeschichtlich von Bedeutung. Zwischen 2016 und 2019 abgerissen. | 09252761 |

### Streichungen von der Denkmalliste (Naundorf)
| Bild                                    | Bezeichnung                                   | Lage                        | Datierung             | Beschreibung | ID       |
| --------------------------------------- | --------------------------------------------- | --------------------------- | --------------------- | --- | -------- |
| Direkt Bild zu diesem Denkmal hochladen | Wohnstallhaus und Scheune eines Zweiseithofes | Hauptstraße 19, 19a (Karte) | Mitte 19. Jahrhundert | Wohnstallhaus Obergeschoss Fachwerk verschiefert, beide Gebäude mit weitgehend ursprünglichem Erscheinungsbild, baugeschichtlich von Bedeutung. Zwischen 2019 und 2024 abgerissen.                                                                        | 09252719 |
| Direkt Bild zu diesem Denkmal hochladen | Wohnstallhaus                                 | Hauptstraße 28 (Karte)      | Mitte 19. Jahrhundert | Obergeschoss Fachwerk verbrettert, nahezu unverändert erhaltenes Beispiel der ländlichen Architektur des Ortes, baugeschichtlich von Bedeutung, zweigeschossiger Baukörper ohne Anbauten und Nebengebäude, Satteldach. Zwischen 2020 und 2024 abgerissen. | 09252717 |
| Direkt Bild zu diesem Denkmal hochladen | Wohnstallhaus                                 | Hauptstraße 75 (Karte)      | Um 1840               | Zwischen 2008 und 2014 abgerissen; Obergeschoss Fachwerk verbrettert, nahezu unverändert erhalten, baugeschichtlich von Bedeutung, zweigeschossiger Baukörper mit Schleppdach                                                                             | 09252709 |

### Streichungen von der Denkmalliste (Neu-Diehmen)
| Bild                                    | Bezeichnung                                                | Lage                | Datierung                 | Beschreibung | ID       |
| --------------------------------------- | ---------------------------------------------------------- | ------------------- | ------------------------- | --- | -------- |
| Direkt Bild zu diesem Denkmal hochladen | Wohnstallhaus mit Granitbank ohne Anbau (Kleebuschschänke) | Kleebusch 4 (Karte) | 1. Hälfte 19. Jahrhundert | Zwischen 2014 und 2016 abgerissen; Obergeschoss Fachwerk verschiefert, straßenbildprägend, baugeschichtlich und ortsgeschichtlich von Bedeutung, alte Biberschwanzdeckung, Abbruchgenehmigung vom 4. Januar 2016 | 09252728 |

## Tabellenlegende
- Bild: Bild des Kulturdenkmals, ggf. zusätzlich mit einem Link zu weiteren Fotos des Kulturdenkmals im Medienarchiv Wikimedia Commons. Wenn man auf das Kamerasymbol klickt, können Fotos zu Kulturdenkmalen aus dieser Liste hochgeladen werden:
- Bezeichnung: Denkmalgeschützte Objekte und ggf. Bauwerksname des Kulturdenkmals
- Lage: Straßenname und Hausnummer oder Flurstücknummer des Kulturdenkmals. Die Grundsortierung der Liste erfolgt nach dieser Adresse. Der Link (Karte) führt zu verschiedenen Kartendiensten mit der Position des Kulturdenkmals. Fehlt dieser Link, wurden die Koordinaten noch nicht eingetragen. Sind diese bekannt, können sie über ein Tool mit einer Kartenansicht einfach nachgetragen werden. In dieser Kartenansicht sind Kulturdenkmale ohne Koordinaten mit einem roten bzw. orangen Marker dargestellt und können durch Verschieben auf die richtige Position in der Karte mit Koordinaten versehen werden. Kulturdenkmale ohne Bild sind an einem blauen bzw. roten Marker erkennbar.
- Datierung: Baubeginn, Fertigstellung, Datum der Erstnennung oder grobe zeitliche Einordnung entsprechend des Eintrags in der sächsischen Denkmaldatenbank
- Beschreibung: Kurzcharakteristik des Kulturdenkmals entsprechend des Eintrags in der sächsischen Denkmaldatenbank, ggf. ergänzt durch die dort nur selten veröffentlichten Erfassungstexte oder zusätzliche Informationen
- ID: Vom Landesamt für Denkmalpflege Sachsen vergebene, das Kulturdenkmal eindeutig identifizierende Objekt-Nummer. Der Link führt zum PDF-Denkmaldokument des Landesamtes für Denkmalpflege Sachsen. Bei ehemaligen Kulturdenkmalen können die Objektnummern unbekannt sein und deshalb fehlen bzw. die Links von aus der Datenbank entfernten Objektnummern ins Leere führen. Ein ggf. vorhandenes Icon  führt zu den Angaben des Kulturdenkmals bei Wikidata.